# Max Breitung
Max August Friedrich Bendung (né le 11 avril 1852 dans Langensalza et mort en 1921 à Cobourg) est un médecin et écrivain allemand. En tant que dramaturge, il écrit sous le pseudonyme "Meo Breo".

## Biographie
Max Behre étudie la médecine à la Pépinière de Berlin. En 1874, il devient membre du Corps Borussia Berlin. Il termine ses études en 1877 en tant que docteur en médecine et travaille depuis à la Charité de Berlin. De 1878 à 1893, il est médecin. Entre 1886 et 1887, il effectue de grands voyages. À partir de 1893, il travaille uniquement comme consultant dans le domaine de l'otologie et de la laryngologie.
Au total, il écrit plus de 50 publications sur divers domaines de la médecine. Il consacre une attention particulière au traitement de la perte auditive chronique progressive.
De plus, il écrit, également sous le pseudonyme de Meo Breo, en tant qu'écrivain et poète comique.

## Décorations
- Herzoglich Sächsischer Sanitätsrat
- Professeur (1900)
- Geheimer Medizinalrat
- Ordre du Médjidié de 3e classe (1899)
- Ordre royal de Saint-Sava, Kommandeurkreuz 3. Klasse (1899)
- Ordre d'Isabelle la Catholique, croix de chevalier (1906)
- Ordre de l'Aigle rouge 4e classe (1912)

## Publications

### Médecine
- Die hygienische Einrichtung der Infanterie-Kaserne, 1881
- Über neuere Leichenanstalten. Hygienische Studien, 1886
- Der nicht erkannte Scheintod mit seinen Consequenzen im Lichte der Kritik. Leichenschau – Leichenverbrennung, 1886
- Taschenlexikon für Sanitätsoffiziere, 1887
- Hygienische Skizzen aus dem Orient, 1887
- Lissabon. Klimatologische Skizze, 1895
- Beitrag zur vorbeugenden Behandlung der Diphtherie, 1896
- Über pneumatische Erschütterungs-Massage des Trommelfelles vermittelst elektromotorischer Luftpumpe zur Behandlung der chronischen progressiven Schwerhörigkeit, 1897
- Weiteres zur Behandlung der Schwerhörigkeit vermittelst der elektromotorischen Luftpumpe, 1898
- Das pneumatisch-elektrische Tympanoskop, 1898
- Gedanken über die Möglichkeit einer vorbeugenden Behandlung der Epilepsie durch ›Bahnungs-Hygiene, 1898
- Das Phonendoskop als Hörrohr, 1898
- Über Besserhören im Lärm und die Bedeutung dieses Phänomens für die Pathologie und Therapie der Schwerhörigkeit im Lichte der Neuron-Lehre (Vortrag, gehalten bei der 70. Versammlung deutscher Naturforscher und Ärzte in Düsseldorf 1898)
- Schul-Hygiene, Volksgesundheitslehre und Tagespresse 1899
- Der Heilmagnetismus in der Familie, 1906 (2. Auflage 1924)

### Théâtre
- Jönköping – Lustspiel in 1 Aufzuge, 1880
- Der Salon-Nihilist – Lustspiel in 4 Aufzügen, 1893
- Der Sonnenkaiser – Drama, 1896
- Coeur-Aß! – Lustspiel in einem Aufzuge, 1896
- Ein Glücksfall oder All Heil – Schwank in 1 Aufzug, 1897
- Die Zwillings-Seele – eine Plauderei, 1899

## Liens et références externes
- Notices d'autorité :   - VIAF
  - ISNI
  - GND
- Notice dans un dictionnaire ou une encyclopédie généraliste :   - Deutsche Biographie
- Verzeichnis von Bürgern des Herzogtums Sachsen-Coburg und Gotha, die mit ausländischen Orden und Ehrenzeichen dekoriert wurden (PDF; 1,2 MB)
- Bestand IV 7, 12+: Dr. Max Breitung (* 1852) (PDF; 1,0 MB) im Staatsarchiv Coburg